# Global Game Jam

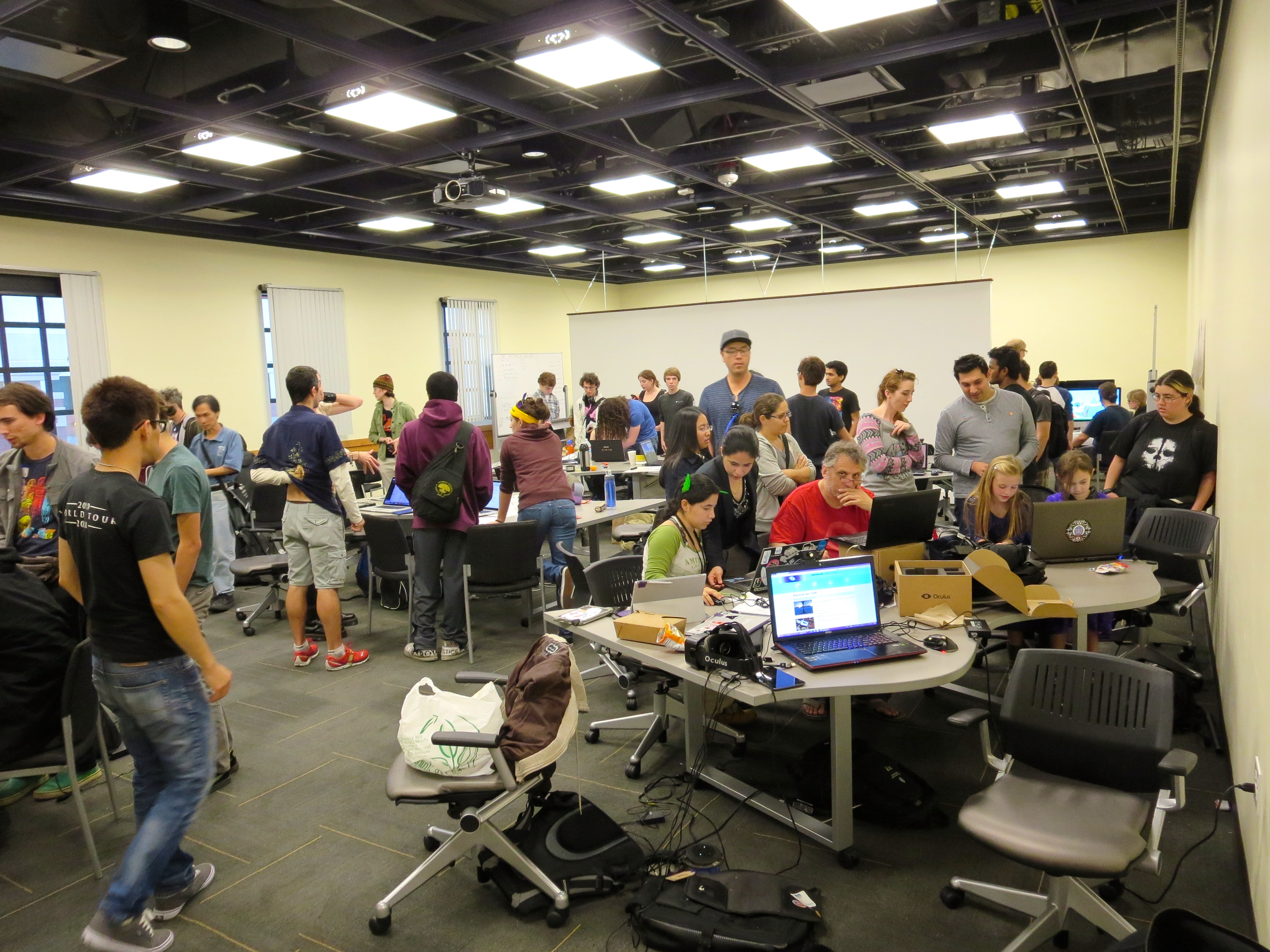
Global Game Jam 2015 à Los Angeles

La Global Game Jam (GGJ) est une game jam créée en 2009 ayant lieu chaque année et réunissant des équipes de développement partout dans le monde.

## Histoire
La Global Game Jam est fondée en 2009 par Susan Gold, Ian Schreiber et Gorm Lai. Ce dernier est aussi cofondateur de la Nordic Game Jam. Dans un premier temps, elle fait partie de l'International Game Developers Association (IGDA). Depuis 2013, l'organisation devient partie de Global Game Jam Inc., une société siègeant à San Luis Obispo, en Californie.  

## Description
L'évènement se déroule en 48 heures, pendant lesquelles les développeurs doivent concevoir un jeu-vidéo à partir d'un thème partagé par tous les participants. Leurs créations sont ensuite qualifiées par un jury.

## Éditions
- 2009 (30 janvier - 1er février)

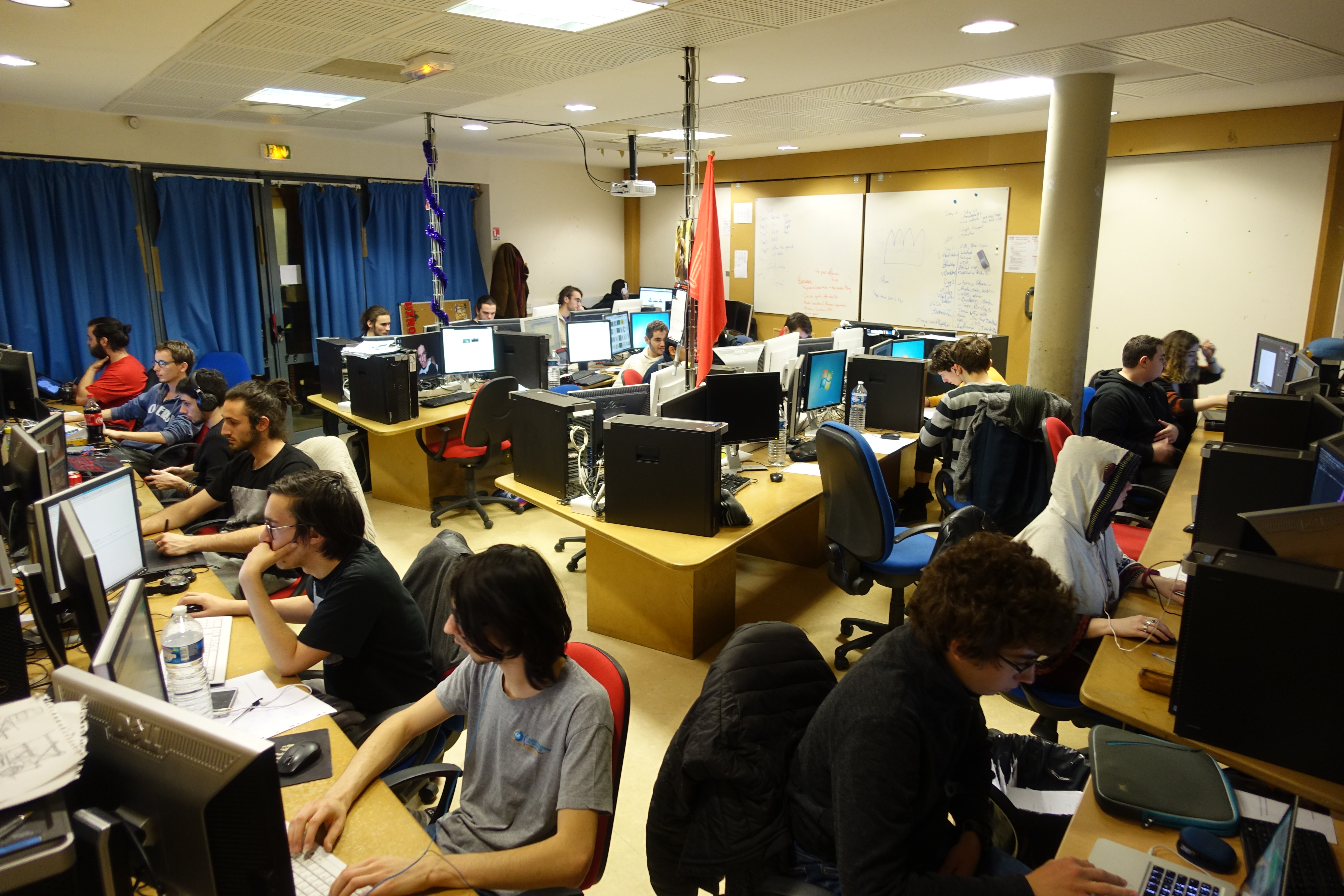
Participants en plein travail durant la Global Game Jam 2019 organisée à Arles avec des étudiants de l'École nationale supérieure de la photographie; l'École Mopa; l'IUT d'Aix-Marseille site d'Arles et VirtuArles du Cluster d'Innovation Pédagogique et Numérique (CIPEN).

  - Thème : As long as we have each other, we will never run out of problems
  - Statistiques : 53 sites répartis dans 24 pays[2], 1 650 participants, 370 jeux créés[4],[5]
- 2010 (29 janvier 31 janvier)
  - Thème : Deception
  - Statistiques : 138 sites répartis dans 39 pays[2], 4 300 participants, 900 jeux créés[6]
- 2011 (28 janvier - 30 janvier)
  - Thème : Extinction
  - Statistiques : 169 sites répartis dans 44 pays[2], 6 500 participants, plus de 1 500 jeux créés[7]
- 2012 (27 janvier - 29 janvier)
  - Thème : image d'un ouroboros
  - Statistiques : 242 sites répartis dans 47 pays[2], 2 209 jeux créés[8]
- 2013 (25 janvier - 27 janvier)
  - Thème : son d'un battement de cœur
  - Statistiques : 319 sites répartis dans 63 pays, 16 705 participants, 3 248 jeux créés[8]
- 2014 (24 janvier - 26 janvier)
  - Thème : We don't see things as they are, we see them as we are
  - Statistiques : 488 sites répartis dans 72 pays, 4 290 jeux créés[9]
- 2015 (23 janvier - 25 janvier)
  - Thème : What do we do now?
  - Statistiques : 518 sites répartis dans 78 pays, 5 438 jeux créés[10]
- 2016 (29 janvier - 31 janvier)
  - Thème : Ritual
  - Statistiques : 632 sites répartis dans 93 pays, 6 866 jeux créés, 36 164 participants[2]
- 2017 (20 janvier - 22 janvier)
  - Thème : Waves
    - Statistiques : 701 sites répartis dans 95 pays, 7 263 jeux créés, 36 401 participants[2]
- 2018 (26 janvier - 28 janvier)
  - Thème : Transmission
    - Statistiques : 803 sites répartis dans 108 pays, 8 606 jeux créés, 42 800 participants [2]
- 2019 (25 janvier - 27 janvier)
  - Thème : What home means to you
    - Statistiques : 860 sites répartis dans 113 pays, 9 010 jeux créés, 47 006 participants [2]
- 2020 (26 janvier - 28 janvier)
  - Thème : Repair
    - Statistiques : 934 sites répartis dans 118 pays, 9 601 jeux créés, 48 753 participants [2]

## Distinctions
En 2013, le livre Guinness des records l'a nommée la plus grande game jam au monde.